# Whitecross (Falkirk)
Pour l’article homonyme, voir Whitecross.
Whitecross est un village dans le Falkirk, en Écosse.